# Yola deviata
Yola deviata är en skalbaggsart som beskrevs av Olof Biström 1987. Yola deviata ingår i släktet Yola och familjen dykare. Inga underarter finns listade i Catalogue of Life.